# Kodama

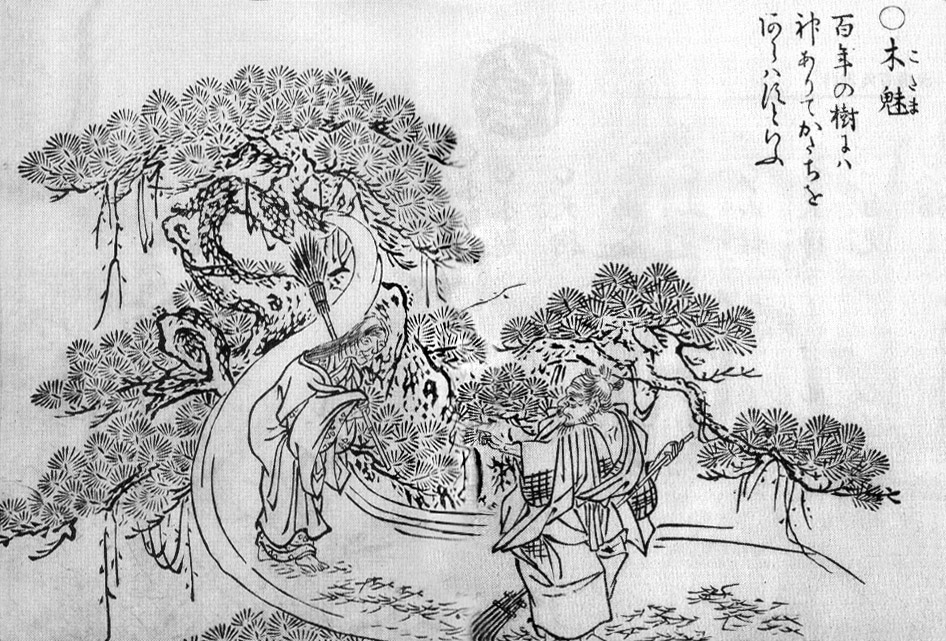
Una ilustración de Toriyama Sekien representando un kodama como un hombre viejo.

Un kodama (木霊 o 木魂) es un espíritu del folclore japonés que vive en un árbol (similar a las dríades de la mitología griega). También se conoce como kodama al propio árbol donde habita uno de estos espíritus. Por otro lado, el fenómeno del eco, dentro del folclore japonés, también es conocido por este nombre.

## Descripción
Los kodamas son espíritus de la mitología de Japón, habitantes de los bosques espesos. Por lo general tienen apariencia humana y cada individuo es único en su aspecto y personalidad. Se dice que pueden presentarse en formas no humanas, y pueden parecer tan hermosos o terribles como deseen. La mayoría de ellos se muestra con una apariencia adorable. Sus cuerpos, de baja estatura, son semitransparentes, verde pálido o blancuzco.
En la mitología nipona se les conoce como los espíritus de los árboles en general. No necesariamente representan un árbol en particular, aunque algunos de ellos están asociados directamente a un árbol específico. Se cree que estos espíritus pueden trasladarse a otro árbol, o nacer a través de su semilla.
La mayoría de estos espíritus se disgusta ante aquellos que no tienen respeto por el medio ambiente. Si un árbol es cortado de forma irresponsable, uno o más kodamas pueden buscar venganza. La mayoría de estos espíritus es de carácter pacífico y tranquilo; les gusta compartir conocimientos y sabiduría con aquellos que saben cómo comunicarse con ellos. Los kodamas son espíritus sorprendentemente fuertes y poderosos, dada su larga vida. Su comunicación con el mundo y fuerzas va más allá del entendimiento de muchos otros seres.

## Cultura popular
Los personajes y tramas relacionados con la mitología japonesa son un recurso recurrente en productos relacionados con el manga, el anime y los videojuegos.
- En el videojuego The Legend of Zelda: Breath of the Wild, de Nintendo Switch, se pueden encontrar espíritus del bosque llamados "kologs". Estos son una referencia clara a los Kodama, ya que tienen características propias de los mismos, como parecerse físicamente a humanos, aunque de estatura minúscula, además de ser verdes. Viven en el bosque del Árbol Deku, un árbol enorme que parece ser el hijo o reencarnación del Árbol Deku encontrado en el videojuego The Legend of Zelda: Ocarina of Time.

- En la colección de juegos desarrollados por Atlus Megami Tensei se incluye un demonio reclutable llamado Kodama. Está presente en dos de los juegos de la franquicia: Shin Megami Tensei III: Nocturne y Shin Megami Tensei IMAGINE.

- En la séptima entrega de la saga toho de Zun, los kodamas aparecen muchas veces a lo largo del juego, mostrándose como pequeñas bolas de polen que se mueven a toda velocidad, celebrando la llegada de la primavera tras un larguísimo invierno.

- En la película de animación de 1997 La princesa Mononoke, de Studio Ghibli y dirigida por Hayao Miyazaki, los kodamas son representados como pequeños seres de color blanco, con grandes cabezas, ojos y boca de color negro. Siempre tienen la cabeza algo ladeada, y cuando la mueven, tiembla y hacen un sonido de castañeteo. En ciertos momentos de la película emiten este sonido todos a la vez, como cuando el Caminante Nocturno aparece y se transforma en el Espíritu del Bosque.

- En el anime Ao no Exorcist, Shiemi Moriyama es capaz de invocar a un kodama.

- En el anime Digimon, Palmon es un Kodama.

- En el videojuego Super Mario Galaxy 2 los kodamas aparecen como un easter egg. Si se usa el primer punto de vista en una montaña en la Shiverburn Galaxy, tres misteriosas criaturas se pueden ver acercándose. No hay manera para verlos de cerca, a pesar de que alguna gente ha intentado hacerlo. Lo mismo pasa en el videojuego Super Mario 3D Land, donde un fantasma aparece al final del Mundo 4-4, si se salta en las últimas plataformas antes de ganar el nivel.

- En el videojuego Nioh los kodamas son representados como pequeños seres verdes con cuencos en la cabeza y a veces portando un bastón. En el transcurso de la historia ayudan al protagonista a encontrar armas, armaduras o amrita adicional a cambio de una modesta cantidad de dinero.

- La banda de shoegaze francesa Alcest tiene un disco titulado Kodama.

- En el tema 光 Luz, del rapero venezolano Lil Supa, una voz en off menciona la palabra "kodama" varias veces en el tema.

- En la película animada española El espíritu del bosque, de 2008 aparecen unas criaturas muy similares a kodamas.

- En "El Camino de los Guerreros" de la Metodología Atemporalia de Yoga y Meditación para la Educación, los AmiRam pertenecen a la especia kodama.

- El pokémon Trevenant probablemente esté basado en un kodama, los que en ocasiones habitan en árboles antiguos.
- Aparece en la película La Gran Guerra Yokai (The Great Yokai War) de 2005.